# Pietro Allori
Pietro Allori, né le 18 mai 1925 à Gonnesa et mort le 31 mars 1985 à Iglesias, en Sardaigne, est un prêtre et compositeur italien, maître de chapelle de la cathédrale d’Iglesias de 1955 à 1985.

## Biographie
Pietro Allori est né le 18 mai 1925 à Gonnesa, une petite ville de la région minière au sud-ouest de la Sardaigne, dans la province de Carbonia-Iglesias.  Il est le dernier des six enfants de Ranieri Allori, contremaître à la mine de Seddas Modditzis, et fait ses études au séminaire régional de la Sardaigne, à Cuglieri. Ordonné prêtre en 1951, il sert comme vicaire à Gonnesa jusque 1954, puis est appelé à Iglesias, siège épiscopal, où il vécut tout le reste de sa vie, jusque 1985. En 1955, il devient maître de chapelle de la cathédrale  Sainte-Claire d’Iglesias. Nommé chanoine en 1966, don Pietro Allori assume aussi la charge de vice-chancelier du diocèse.  

### Études
Né dans une famille profondément chrétienne et musicienne, don Allori s’est appliqué à l’étude de la musique dès sa plus tendre enfance, emmené notamment par son frère aîné, excellent violoniste amateur. Son instrument de prédilection est la guitare. Par ailleurs, il participe activement à la vie de sa paroisse, Saint-André de Gonnesa, sous la houlette de ses curés successifs: don Antonio Cavassa, don Mario Melis et, surtout, don Onorino Cocco. Il pratique le chant grégorien, qui sera un des socles de son inspiration musicale comme compositeur.  
Ses dons innés pour la musique s’expriment d’abord grâce à l’orgue Gaetano Cavalli, que la paroisse a fait construire par le facteur Lodi en 1901. Toute sa vie, don Allori est resté attaché à cet instrument: il aimait particulièrement la tendresse consistante du registre principal de 8’, la délicatesse et la beauté du son de la flûte de 4’. Le registre Undamaris, associé au Principal, produisait un son mystique, une teinte de dévotion, dont Allori se servait notamment durant l’élévation durant la messe et le salut du Saint-Sacrement. Ce sont les timbres de l’orgue de Gonnesa qui ont formé son goût pour l’harmonie et le contrepoint.  
Pietro Allori a aussi beaucoup travaillé le Clavier bien tempéré de Jean-Sébastien Bach. Il a complété sa formation musicale sous la direction d’Alessandro Esposito et Rodolfo Cicionesi, du Conservatoire Luigi Cherubini de Florence. Pour la polyphonie ancienne, il s’est mis sous la direction d’Amerigo Bortone, du Conservatoire Giuseppe Verdi de Milan. 

### Activités
«Cher don Allori, votre musique se trouve à des années-lumière de tout ce qui aujourd’hui passe pour «moderne». Et pourtant, elle est proche de notre époque et des hommes de notre temps; elle nous parle directement au cœur, sans médiations, partie intégrante de la louange à Dieu, et à Christ, qui, depuis deux mille ans, résonne dans nos églises; elle resplendit d’intemporalité et d’éternité et n’a pas à tenir compte des modes passagères, puisqu’elle transmet l’impression de la vérité éternelle de la foi. Votre musique nous parle un langage dont la simplicité classique pénètre directement le cœur humain, grâce à la présence, immédiate au cœur, de la Parole de Dieu; elle n’a pas besoin d’explications prolixes: sa grande richesse est visible et chacun peut en faire l’expérience à travers ses hautes qualités de forme et de structure.» (Wilhelm Krumbach, 1984)
Allori a composé plus de 20 messes, au moins 800 partitions pour la voix: surtout des motets et des répons destinés au service liturgique de la cathédrale, mais aussi des morceaux didactiques ou récréatifs, ainsi qu’une centaine de pièces pour orgue, piano ou guitare. L’œuvre pour instruments se développe en lien avec une activité d’enseignement dans laquelle don Allori s’est impliqué avec passion, pour des élèves de tout âge. Ses compositions sont souvent dédiés à tel ou tel de ses élèves. 
Musica per una cattedrale («Musique pour une Cathédrale») est le nom du projet mis en œuvre par le Chœur de l’Université catholique de Milan, dirigé par Angelo Rosso, pour faire connaître les pages pour orgue ou pour chœur les plus significatives du compositeur sarde. De 1998 jusqu’à la dernière édition, en mai 2010, sont parus les trois cd Venite gentes, Festivis resonent (Chœur de l’Université catholique de Milan, Wilhelm Krumbach, orgue) et Laudemus Dominum (Chœur de l’Université catholique de Milan, Alessio Corti, orgue), présentant une sélection de pièces chorales ou pour orgue, pour des moments variés de l’année liturgique.  
Deux évènements ont marqué le dixième anniversaire de la mort du compositeur d’Iglesias: la parution du cd Pietro Allori (1925-1985), Sacred works, Pro Cantione Antiqua, dir. Mark Brown; la fondation du chœur Pietro Allori, sous la direction de Mariano Garau, élève du compositeur.  
En 2006, l’université catholique de Milan a publié un catalogue thématique de l’œuvre d’Allori. La même année, une grande part des manuscrits de musique chorale et instrumentale a été donnée par la famille Allori au diocèse d’Iglesias. À Milan, dans l’archive musicale de l’Ange, se trouvent des copies manuscrites des mêmes œuvres, confiées par le compositeur à son neveu Angelo Rosso, directeur pendant plus de trente ans du Chœur de l’Université catholique de Milan. Tous les documents biographiques (lettres, photos, journaux personnels et correspondance) à partir desquels ont été écrits les diverses biographies et article sur le compositeur sont gardés dans l’Archive inédite ‘don Pietro Allori’ à Gonnesa.  

## Archives
À la mort de don Allori, ses archives ont été conservées par sa sœur Ermelinda qui, en 2006, a donné aux Archives historiques diocésaines d’Iglesias la partie relative à l’œuvre musicale. Ces documents comprenant essentiellement des partitions originales est réparti en 21 dossiers contenant 163 fascicules de partitions de musique liturgique, 77 fascicules de partitions de musique vocale non liturgique, 60 fascicules de partitions de musique pour orgue ou piano et 170 fascicules de partition pour guitare. Le tout comprend 1633 compositions.